# بلیچ (فیلم ۱۹۹۸)
بلیچ (انگلیسی: Bleach) فیلمی کوتاه در سبک علمی تخیلی و مهیج است که در سال ۱۹۹۸ منتشر شد. از بازیگران آن می‌توان به گرچن مول اشاره کرد.